# TuS Bochum 08
Der TuS Bochum 08 (offiziell Turn- und Sportverein Bochum 08 e. V.) war ein Sportverein aus Bochum. Die Fußballmannschaft spielte zwei Jahre in der erstklassigen Gauliga Westfalen. 1938 ging der TuS 08 im VfL Bochum auf.

## Geschichte

Lokalderby zwischen Germania Bochum und TuS Bochum 08, 1929

Der TuS Bochum 08 ging auf den im Jahre 1908 gegründeten Verein SuS Bochum 08 zurück. Dieser fusionierte im November 1919 mit dem TV zu Bochum von 1848 zum TuS 1848 Bochum. Im Jahre 1924 kam es im Rahmen der Reinlichen Scheidung zur Aufspaltung des Vereins in den TuS Bochum 08 und den TV 1848 Bochum. Beide Vereine mussten am 14. April 1938 zwangsweise mit Germania Bochum zum VfL Bochum fusionieren. Der Verein war im Bürgertum der Stadt verankert und galt als der „Club der Schlipsträger“.

### SuS Bochum 08
Dem SuS Bochum 08 gelang im Jahre 1911 der Aufstieg in die seinerzeit erstklassige A-Klasse Westfalen. Am 8. Oktober 1911 trug die Mannschaft das erste offizielle Fußballspiel am Sportplatz an der Castroper Straße aus. Gegner war der VfB Hamm. Zwei Jahre später wechselte SuS in den Ruhrbezirk und wurde auf Anhieb Vizemeister hinter dem Meidericher SV.

### TuS Bochum 1848
Der TuS 1848 übernahm den Platz des SuS in der Erstklassigkeit und erreichte im Ruhrbezirk 1921 den dritten Platz hinter dem Dortmunder SC 95 und dem MBV Linden 05. Drei Jahre später langte es erneut zum dritten Platz, dieses Mal hinter dem Essener TB und den BV Altenessen 06.

### TuS Bochum 08
Nach der Aufspaltung des TuS 1848 wurden die 08er in der Saison 1926/27 noch einmal Dritter in der 1. Bezirksklasse Ruhr, Gruppe 1. In der gleichen Saison traf der TuS erstmals auf den proletarischen Lokalrivalen Germania, die in den folgenden Jahren die lokale Führungsrolle übernahm. Die 08er stiegen 1928 unter dramatischen Umständen aus der Erstklassigkeit ab. Die Relegationsspiele um den Klassenerhalt gegen den Erler SV 08 endeten jeweils 1:1 und auch das Entscheidungsspiel ging mit 2:2 nach Verlängerung remis aus. Die Entscheidung zu Gunsten der Erler fiel erst im 2. Entscheidungsspiel, dass Erle mit 1:0 gewann.
Im Jahre 1930 gelang der Wiederaufstieg. Als Tabellenletzter der Saison 1930/31 verhinderte nur die Aufstockung der Bezirksliga Ruhr den sofortigen Wiederabstieg. Zwei Jahre später wurde die Qualifikation für die neu geschaffene Gauliga Westfalen verpasst. 1935 gelang schließlich der Aufstieg in die Gauliga, wo die Mannschaft in der Saison 1935/36 Siebter wurde. Tiefpunkt der Saison war die 0:10-Niederlage beim FC Schalke 04. Ein Jahr später stiegen die 08er als Tabellenletzter ab. Beide Spiele gegen Schalke wurden mit 0:9 verloren, darüber hinaus gab es eine 2:10-Niederlage beim Aufsteiger Borussia Dortmund.

## Leichtathletik
Wie viele Sportvereine der Vorkriegszeit war auch der TuS Bochum kein reiner Fußballklub. Aus der Leichtathletikabteilung besonders hervorzuheben sind die Sprinter Arthur Jonath, mehrfacher Deutscher Meister, Olympiateilnehmer 1932 und zwischenzeitlicher Weltrekordhalter über 100 m sowie Erich Borchmeyer, der im Trikot des TuS Bochum auch drei Deutsche Meistertitel errang.